# モハメドファティマトゥ早野夏
モハメド ファティマトゥ 早野夏（モハメド ファティマトゥ さやか、2000年7月13日 - ）は、日本の女子バスケットボール選手である。ポジションはセンターフォワード。神奈川県出身。

## 来歴
ガーナ人の父、日本人の母の間に千葉で生まれる。友人に誘われ、大正ミニバスケットボールクラブで競技を始める。
2015年3月、第28回都道府県対抗ジュニア大会に神奈川県選抜で出場して優勝
2016年4月、桜花学園高校に進学。インターハイ、ウィンターカップ、国体で優勝。
2019年4月、JX-ENEOSサンフラワーズへ加入。
2024年5月、JX-ENEOSサンフラワーズを退団。アランマーレ秋田に移籍。

## 経歴
- 桜花学園高 - JX-ENEOSサンフラワーズ（現ENEOS、2019-2024） - アランマーレ秋田